# Abu Sahl Zauzani
Abu Sahl Muhammad ibn Husayn (o Hasan) Zauzani (en persa: ابوسهل محمد حسین زوزنی), más conocido como Abu Sahl Zauzani (ابوسهل زوزنی; también deletreado Zuzani), fue un estadista persa que fue secretario principal de los gaznávidas brevemente en 1040, y luego desde 1041 hasta una fecha desconocida. Zauzani murió en 1054.

## Biografía

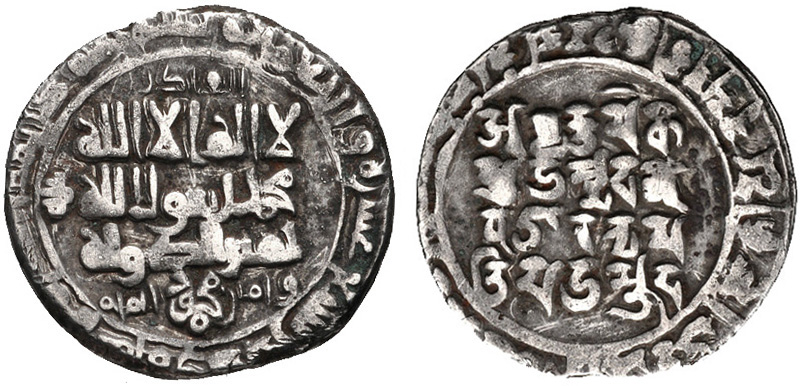
Dirham de Mahmud.

### Orígenes y servicio bajo Mahmud
Hijo de un destacado erudito religioso de Zauzan llamado Husayn o Hasan, Zauzani es mencionado por primera vez como tutor de los hijos del visir del sultán Mahmud, Ahmad Maymandi, de quienes dos son conocidos, Abd al-Razzaq Maymandi y Said Maymandi. Sin embargo, cuando Ahmad Maymandi y sus hijos cayeron en desgracia y fueron encarcelados, Zauzani elogió al sucesor de Ahmad, Hasanak Mikali. Zauzani más tarde se convirtió en asistente del príncipe Masud I de Gazni, que luego alcanzó el cargo de gobernador de Herat. Zauzani rápidamente llegó a destacar, lo que hizo que sus celosos oponentes lo acusaran de hereje de los cármatas. Sin embargo, el historiador Abul-Fadl Bayhaqi, que conoció a Zauzani, desestimó esta acusación.

### Servicio bajo Masud I
El sultán murió en 1030 y estalló la guerra civil entre sus dos hijos, el joven Muhammad y el mayor, Masud. Zauzani apoyó a Masud, abandonó la capital gaznávida de Gazni y se dirigió a Damghan, donde Masud y sus seguidores estaban preparando un ataque contra Gazni. Pronto, otros estadistas y oficiales del ejército, como Ali Daya se unieron a ellos, aumentando su fuerza en su marcha hacia Gazni. Durante este período, en palabras del historiador Yusofi, 'Zauzani se convirtió en una especie de visir y ascendió en prestigio e influencia. También fue temido, ya que ejercitó su inclinación hacia la venganza, el rencor y la intriga'.

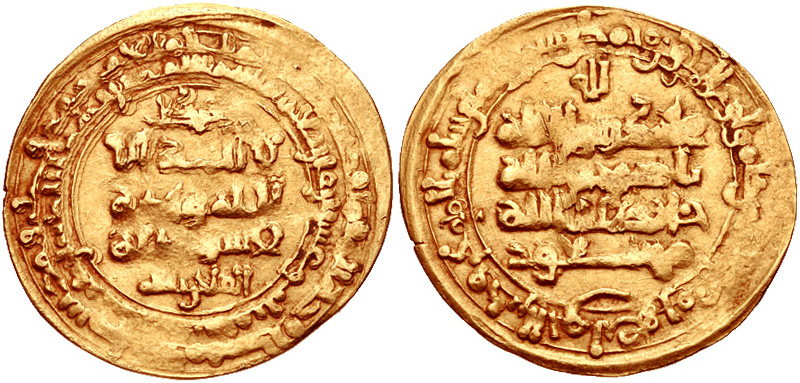
Moneda de Masud I.

Masud I se dirigió hacia Gazni, donde derrotó a Muhammad y lo encarceló. Luego hizo encarcelar a Hasanak, que había apoyado a Muhammad, en Balj. Influenciado por Zauzani, Masud acusó a Hasanak de no haberle sido fiel y lo hizo ejecutar. Mientras tanto, Zauzani ayudó a Ahmad Maymandi, que había sido liberado de la prisión, a recuperar el cargo de visir. Aunque Ahmad no confiaba en Zauzani, nombró a Zauzani como administrador principal del ejército gaznávida. Insatisfecho con el cargo, Zauzani usó su mal humor para poner a Masud en contra de las personas que no le agradaban. A pesar de la oposición de Ahmad, Zauzani logró que Masud recuperara las riquezas de varios oficiales que Muhammad les había concedido para obtener du apoyo. Esta elección disminuyó en gran medida el honor de Zauzani.

Mapa de Jorasán, Transoxiana y Tojaristán.

En 1032, Zauzani logró instigar a Masud para asesinar al gobernador gaznávida de Jorasmia, Altuntash, de quien Zauzani sospechaba de traidor. Sin embargo, logró sobrevivir al asesinato y capturar al asesino. Masud, que temía que Altuntash declarara la independencia después del fallido intento de asesinato, hizo encarcelar a Zauzani en Maru para evitar una rebelión. También se apoderó de la riqueza y los sirvientes de Zauzani, que estaban esparcidos por muchos lugares como Maru, Nishapur, Ghur, Badghis, Gazni o Balj. No obstante, Zauzani fue liberado más adelante y, después de un tiempo, volvió a ganar el favor de Masud.
En 1040, Zauzani sucedió al difunto Abu Nasr Mushkan como secretario principal. Durante este período, Zauzani tuvo buenas relaciones con el historiador Abul-Fadl Bayhaqi y lo ayudó con algunos de sus problemas. Por esto, Bayhaqi también ayudó a Zauzani en sus tareas de secretaría. En 1040, Zawzani estuvo presente en la desastrosa batalla de Dandanaqan contra los turcos selyúcidas, quienes lograron salir victoriosos y fue el principio del fin del dominio gaznávida en Jorasán. Durante el mismo período, ocurrió una rebelión bajo Abul-Fadl Kurnaki, de la cual, Masud culpó a Zauzani, por lo que le fue retirado el cargo y enviado a Bust. Sin embargo, el ejército de Masud pronto se rebeló contra él y su hermano Muhammad fue restaurado en el trono gaznávida. Muhammad hizo encarcelar a Masud en Giri, donde fue ejecutado poco después por orden suya o de su hijo, Ahmad.

### Servicio bajo Maudud y sus sucesores
El hijo de Masud, Maudud, pronto vengó la muerte de su padre al derrotar y matar a Muhammad. Se coronó a sí mismo como el nuevo gobernante del Imperio gaznávida y restauró a Zawzani en su anterir cargo. Después, Zauzani es apenas mencionado en las fuentes, pero se sabe que vivió durante el gobierno de Masud II, Ali, Abd al-Rashid, Toghrul y Farruj-Zad. Zauzani murió en 1054.